# Ількірш-Граффенстаден (кантон)
Ількірш-Граффенстаден (фр. Illkirch-Graffenstaden) — кантон у Франції, в департаменті Нижній Рейн регіону Ельзас.

## Склад кантону
Кантон включає в себе 3 муніципалітети:
| Муніципалітет         | Площа | Населення, осіб | Рік  |
| --------------------- | ----- | --------------- | ---- |
| Ількірш-Граффенстаден | 22,21 | 26829           | 2007 |
| Ленгольсайм           | 5,69  | 16954           | 2007 |
| Оствальд              | 7,11  | 10761           | 2007 |

## Консули кантону
| Період    | Консул             | Посада                                                                                |
| --------- | ------------------ | ------------------------------------------------------------------------------------- |
| 1973—1992 | André Durr         | Мер муніципалітету Ількірш-Граффенстаден, депутат Національної асамблеї (1978 — 1995) |
| 1992—2004 | Yves Bur           | Мер муніципалітету Ленгольсайм та депутат Національної асамблеї (з 1995)              |
| 2004—2011 | Jean-Claude Haller | Член ради муніципалітету Ількірш-Граффенстаден                                        |